# Giuseppe Antonio Petrini
Giuseppe Antonio Petrini (Carona, 23 ottobre 1677 – Carona, 1759) è stato un pittore svizzero-italiano.

## Opere
- Bellinzona-Ravecchia, chiesa di Santa Maria della Neve, dipinti con la Morte della Madonna e il Transito di san Giuseppe, 1700;
- Sassari, Pinacoteca Nazionale di Sassari, San Pietro, fine XVII inizio XVIII sec

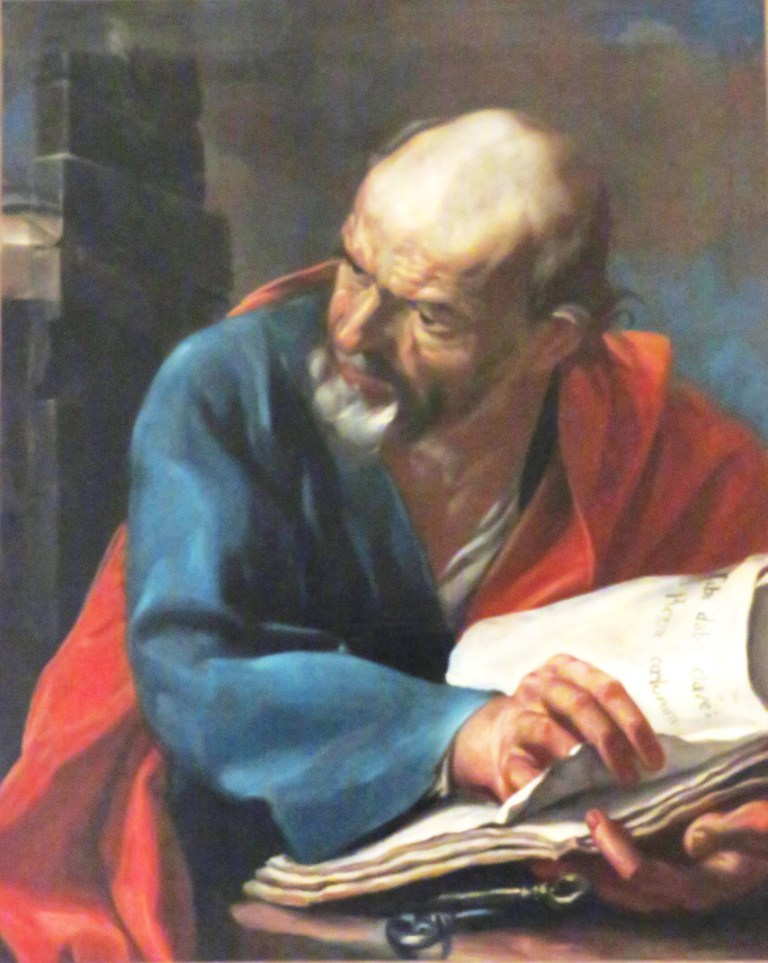
San Pietro, Pinacoteca Nazionale di Sassari

- Lamone, Chiesa di Sant'Andrea Apostolo, navata, tela raffigurante San Domenico di Guzmán, 1701;
- Vezia, oratorio cimiteriale di San Martino, in una nicchia della parte nord, quadro con la Sacra Famiglia, inizio Settecento;
- Dubino, Chiesa parrocchiale dei Santi Pietro apostolo e Andrea, nella navata, tela con Sant'Isidoro Agricola, nella cappella di sinistra, affreschi, 1703; il San Pietro apostolo 1704, il San Giovanni Evangelista e il grande Martirio di Gorcum, 1707;
- Delebio, Chiesa di San Carpoforo, le due tele con San Pio V che indice la crociata contro i turchi e la Madonna del Rosario col Bambino, san Domenico di Guzmán e santa Caterina da Siena e la Madonna del Rosario e committente; oratorio di San Giuseppe con altre due tele, primo decennio del secolo XVIII;
- Rogolo, Chiesa parrocchiale di Sant'Abbondio, nella prima e seconda cappella di sinistra, affreschi, primo decennio del secolo XVIII;
- Fusine, Chiesa di San Lorenzo, cappella dello Spirito Santo, alle pareti, affreschi, primo decennio del secolo XVIII;
- Costigliole d'Asti, Chiesa della Confraternita di San Gerolamo o dei Battuti Bianchi, San Gerolamo, 1711-1712, ora al Museo d'Arte Sacra;
- Torino, Cappella della Corte d'Appello, affreschi, I quattro Dottori della Chiesa, del 1715 circa;
- Lugano, Chiesa di San Carlo Borromeo, sull'altare della seconda cappella, tela con San Carlo Borromeo, parte di uno stendardo con al verso la Consegna della chiavi a San Pietro; nella navata, olio su tela con la Madonna d'Avvento, 1715;
- Rancate, Pinacoteca cantonale Giovanni Züst, olio su tela, Ritratto di un Conte Riva, 1715;
- Lugano, Chiesa di Sant'Antonio Abate,  nella prima cappella laterale, tela con il Transito di san Giuseppe, 1715-1716;
- Breganzona, oratorio di San Sebastiano, nel coro, tela con Sant'Antonio abate, 1720;
- Gentilino, Chiesa parrocchiale di Sant'Abbondio, gonfalone di seta della Confraternita del Rosario, 1721;
- Gentilino, Ossario cimiteriale, parete interna, Vergine e Cristo morto (di bottega), 1722;
- Rancate, Pinacoteca cantonale Giovanni Züst, stendardo in seta ricamata, Gloria di san Lorenzo, 1724;
- Biogno, Chiesa dei Santi Quirico e Giulitta (Lugano), pala dell'altare in cui sono rappresentati i patroni della Chiesa;
- Gentilino, Chiesa parrocchiale di Sant'abbondio, Museo d'arte sacra, olio su tela, la Madonna del Rosario coi santi Caterina da Siena e Domenico di Guzmàn, 1726;
- Curio, chiesa parrocchiale di San Pietro apostolo, nella cappella a destra dell'entrata,  notevole dipinto raffigurante San Pietro in preghiera, primo quarto del secolo XVIII;
- Morbio Inferiore, Santuario di Santa Maria dei Miracoli, cappella della Madonna, alla parete laterale di destra, tela con la Madonna del Rosario coi santi Domenico di Guzmán e Caterina da Siena, 1726; cappella di San Giuseppe, parete laterale di sinistra, tela con il Transito di san Giuseppe, 1726; alcuni affreschi sulle lesene con San Pietro d'Alcantara, Santa Teresa d'Avila e putti, 1726;
- Candelo, Chiesa parrocchiale, olio su tela ovale raffigurante San Pietro, 1727 circa;
- Lugano, chiesa della Madonna degli Angioli, nella seconda cappella, tela di San Francesco d'Assisi che riceve le stigmate, 1728;
- Besano, Santuario di San Giovanni Battista, affreschi nella navata, 1730;
- Bioggio, chiesa parrocchiale di San Maurizio, cappella laterale di destra, sopra l'altare, olio su tela con la Crocifissione con la Vergine e san Giovanni Evangelista (di bottega); nella casa parrocchiale Sant'Ilario, due oli su tela con San Gregorio Magno e San Giuseppe, 1733;
- Como, Collegio Gallio, nell'altare laterale di destra della chiesa, tela con la Visione del Beato Giovanni da Meda, 1751 circa;
- Cremia-Vignola, Chiesa parrocchiale di San Michele, dipinto col Sogno di san Gerolamo, secondo quarto del secolo XVIII;
- Morbegno, Insigne Collegiata di San Giovanni Battista, tre tele di forma ovale (due delle quali trafugate nel marzo del 1995) raffiguranti Davide con la testa di Golia, Rebecca al Pozzo e Mosè e il roveto ardente oltre ad una tela centinata raffigurante Un miracolo di san Vincenzo Ferreri, verso il 1751;
- Chiuro, casa parrocchiale, tela con San Vincenzo Ferrer, secondo quarto del secolo XVIII;
- Bergamo, Borgo Santa Caterina, chiesa parrocchiale di Santa Caterina,  all'interno, alla sinistra del portale, olio su tela con la Predica di san Vincenzo de' Paoli degli anni 1748-1750, a destra, tela con Sant'Antonio di Padova e il miracolo del piede risanato, del 1741 circa;
- Calcinate, Chiesa parrocchiale di Santa Maria Assunta, olio su tela, Sant'Anna con Maria Bambina, del 1744 circa;
- Pavia, Santuario di Santa Maria delle Grazie (detto di Santa Teresa), nella navata, prima cappella di destra, affresco con San Francesco di Paola e San Francesco di Sales, secondo quarto del secolo XVIII;
- Rancate, Pinacoteca Giovanni Züst, olio su tela, San Francesco di Sales, metà del secolo XVIII;
- Lugano, Chiesa di Sant'Antonio abate, nella prima cappella laterale di sinistra, tela con la Madonna col Bambino e san Gerolamo Emiliani, 1729, ritoccata nel 1734;
- Lugano, Chiesa di Sant'Antonio Abate sull'altare maggiore, pala con la Gloria di sant'Antonio abate, 1734;
- Carona, Museo Monte San Salvatore, tre oli su tela, San Giovanni Evangelista, l'Addolorata e San Paolo apostolo, 1736;
- Carabbia, Chiesa di San Siro, piedritti dell'arco d'entrata al coro, affresco con Sant'Antonio abate e un altro santo; sulla parete di fondo del coro, notevole affresco di San Siro, 1730-1740; nella casa parrocchiale, soffitto di una sala, Gesù Bambino e angeli, 1740;
- Parigi, Museo del Louvre, Il sogno di san Pietro, 1740;
- Lugano, Palazzo Riva, sala al primo piano, affresco con l'Allegoria della Venustà, 1740;
- Montagnola, Collezione privata, San Pietro, 1740;
- Lugano, Museo Civico di Belle Arti, la Sacra famiglia, 1740;
- Pedrinate, oratorio di Santo Stefano al Colle,  tele ovali con San Domenico di Guzmán e l'Immacolata Concezione (di bottega), 1740;
- Delebio, Palazzo Perogalli, annesso oratorio di San Gerolamo, navata e presbiterio, affreschi, tra cui L'apparizione della Vergine a san Gerolamo, 1740;
- Biogno (Lugano), Chiesa dei Santi Quirico e Giulitta, sull'altare maggiore, pala coi Santi Quirico e Giulitta, 1741;
- Lugano, Museo cantonale d'Arte, olio su tela, il Riposo durante la fuga in Egitto, 1742 (?), proveniente dalla cappella di Villa Negroni a Vezia; olio su tela, Santi e frati francescani, di proprietà della Fondazione Gottfried Keller;
- Lugano, Chiesa di Sant'Antonio Abate,  nella cappella laterale di destra, tela con Sant'Anna, la Vergine e san Gioacchino, 1744[1];
- Induno Olona, Chiesa di San Pietro in Silvis, Filosofo, olio su tela, 1745 (di bottega);
- Melide, Chiesa dei Santi Quirico e Giulitta, nella cappella meridionale, tela raffigurante la Crocifissione coi santi Antonio e Paolo, 1747;
- Balerna, Collegiata di San Vittore Mauro martire, altare di Sant'Ignazio di Loyola, tela ovale con Sant'Ignazio, 1747; altare rococò con pala della Santissima Trinità, 1748;
- Besano, Chiesa parrocchiale di San Martino, ciclo di affreschi, 1749;

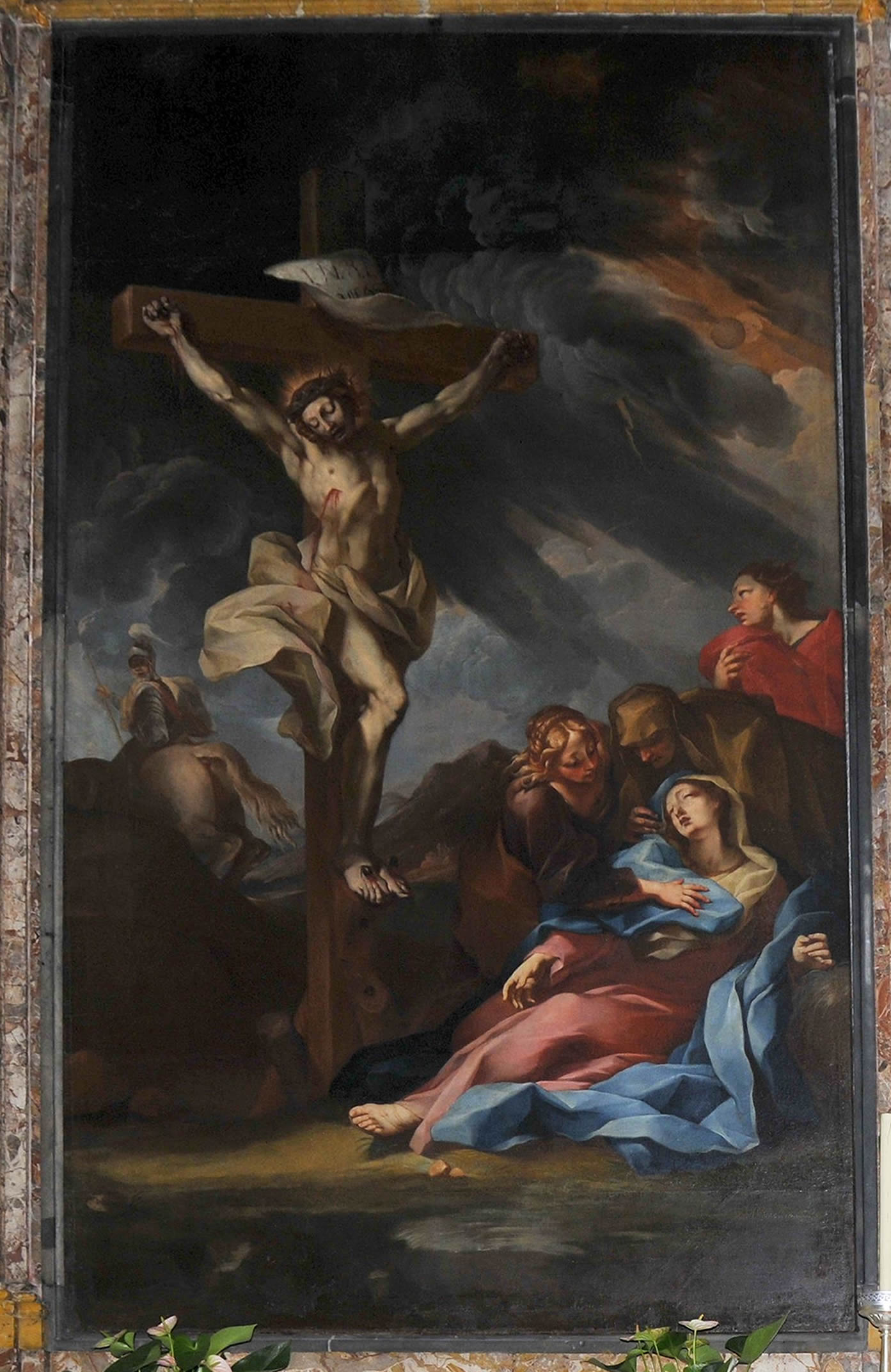
Chiesa di San Maurizio di Bioggio - Dipinto della Crocifissione attribuito ipoteticamente alla bottega del Petrini

- Sala Capriasca, Convento del Bigorio, quadreria, olio su tela cm 75,5X60,5 con Cristo crocifisso, 1750;
- Massagno-Gerso, oratorio di Sant'Antonio di Padova, nella navata, tela con Santa Maddalena penitente, 1750 (di bottega);
- Lugano, Museo cantonale d'Arte, olio su tela, cm 108x88, Allegoria delle Stagioni, 1745-1750;
- Lugano, Convento della Santissima Trinità, a sinistra dell'altare del coro, dipinto con San Giuseppe da Leonessa, 1750; al primo piano, affresco con San Francesco d'Assisi in estasi (già sulla facciata della chiesa), metà del secolo XVIII;
- Carona, Chiesa parrocchiale di San Giorgio, nella seconda campata meridionale, affresco con putti reggicortina; nella seconda campata nord, tela con San Paolo, 1750; in sagrestia, tela con San Domenico di Guzmán, metà del secolo XVIII;
- Lugano-Davesco, Chiesa parrocchiale di San Bartolomeo, tela con Sant'Antonio da Padova, prima metà del XVIII secolo;
- Lugano, Chiesa di Santa Maria degli Angioli, Sagrestia-Museo, olio su tela col Miracolo di sant'Antonio di Padova, metà del secolo XVIII;
- Carona, casa in via Maistra, in facciata, affresco della Madonna col Bambino, metà secolo XVIII;
- Carona, Chiesa di Santa Maria d'Ongero, nelle arcate cieche delle pareti della navata, affreschi della Presentazione al Tempio, Cristo fra i Dottori, del 1750, e un olio su tela monocromo con Testa di orante (forse di bottega) ora di proprietà della chiesa parrocchiale, forse del 1752;
- Novazzano-Boscherina, cappella di Santa Maria Vergine, due dipinti con Sant'Abbondio e San Gerolamo, metà del secolo XVIII;
- Rancate, Pinacoteca cantonale Giovanni Züst, due oli su tela, raffiguranti San Giovanni Evangelista e Sant'Agostino vescovo, metà del secolo XVIII;
- Capriasca-Cagiallo-Almatro, oratorio di San Sebastiano, parete di sinistra del coro, tela con l'Addolorata, metà del secolo XVIII;
- Bioggio, oratorio di Sant'Ilario, parete laterale destra del coro, olio su tela raffigurante Sant'Elena, metà del secolo XVIII;
- Agno-Serocca, oratorio di San Giuseppe, alle pareti quattro tele raffiguranti Geremia, Rebecca, Sant'Andrea Apostolo e San Francesco d'Assisi, metà secolo XVIII;
- Tegna, Chiesa di Santa Maria Assunta, olio su tela, L'istruzione della Vergine, di bottega, metà del XVII secolo, originariamente posta nell'oratorio della Madonna delle Scalate o di Sant'Anna;
- Ligornetto, oratorio di San Giuseppe,  cappella di Sant'Antonio da Padova, tela coi Miracoli del santo (di bottega), metà del secolo XVIII;
- Pinerolo, Basilica di San Maurizio, altare a sinistra del presbiterio, pala con l'Ascensione della Vergine, poco posteriore al 1743: la sua opera di maggior impegno[2];
- Taggia, convento di San Domenico, Museo, tela con San Pietro in lacrime, metà del secolo XVIII;
- Milano, Bigli Art Broker, Collezione privata,San Luca o Allegoria della Pittura, metà del secolo XVIII;
- Lugano, Museo di Villa Ciani, collezione Città di Lugano, cm 130x99,5, olio su tela, Crocefissione, 1749-1750;
- Torino, collezione privata, olio su tela, cm 130x99, Crocefissione, copia di quella a Villa Ciani, 1750 circa;
- Lugano, Chiesa di San Carlo Borromeo, oli su tela con i profeti Ezechiele e Amos (di bottega), 1750;
- Morbio Inferiore, Santuario di Santa Maria dei Miracoli, coronamento dell'altare di San Giuseppe, piccolo dipinto su rame con la Disputa di Gesù coi dottori del tempio, post 1751;
- Lugano, Collezione privata, recto: Figura di Vecchio, sanguigna su carta; verso: Figura di vecchio, inchiostro di china su carta, del 1752 circa;
- Lugano-Pambio-Noranco, Chiesa parrocchiale di San Pietro, pala d'altare raffigurante la Consegna della chiavi a san Pietro, 1754;
- Sondrio, Collegiata dei Santi Gervasio e Protasio, parasta tra la seconda e la terza cappella di destra, dipinto col Transito di San Giuseppe, 1755;
- Sondrio, Banca Popolare di Sondrio, San Pietro, venduto a Venezia nel 1999 dalla casa d'aste Semenzato, 1755 (?) corrispondente all'olio su tela con la Testa di vecchio conservato ora alla Ca' d'Oro (?).

La Pinacoteca cantonale Giovanni Züst di Rancate conserva 14 suoi dipinti tra cui le tele raffiguranti la Madonna col Bambino, sant'Andrea apostolo e l'Angelo custode, dipinto prima del 1740 per il distrutto Oratorio di Sant'Andrea a Brusimpiano, L'istruzione della Vergine degli anni 1745-1750 circa.. Pur le sue due tele San Matteo e Davide con la testa di Golia sono qui conservate.